# Filippo Galli (basso)
Filippo Galli (Roma, 1783 – Parigi, 3 giugno 1853) è stato un basso italiano.

## Biografia
Debuttò a Napoli nel 1801 come tenore e cantò in tale registro per 10 anni. In seguito a una grave malattia (1810), affrontò il registro di basso, incoraggiato da Giovanni Paisiello, imponendosi come uno dei più dotati cantanti della sua generazione per l'estensione vocale, la tecnica di coloratura e la duttilità di interprete, nel genere comico e in quello serio.
Fu il primo Enrico VIII nell'Anna Bolena di Gaetano Donizetti. Ma viene soprattutto ricordato per la sua collaborazione con Gioachino Rossini che scrisse per lui numerose opere, buffe (L'italiana in Algeri, Il turco in Italia), serie (Maometto secondo, Semiramide) e semiserie (La gazza ladra).

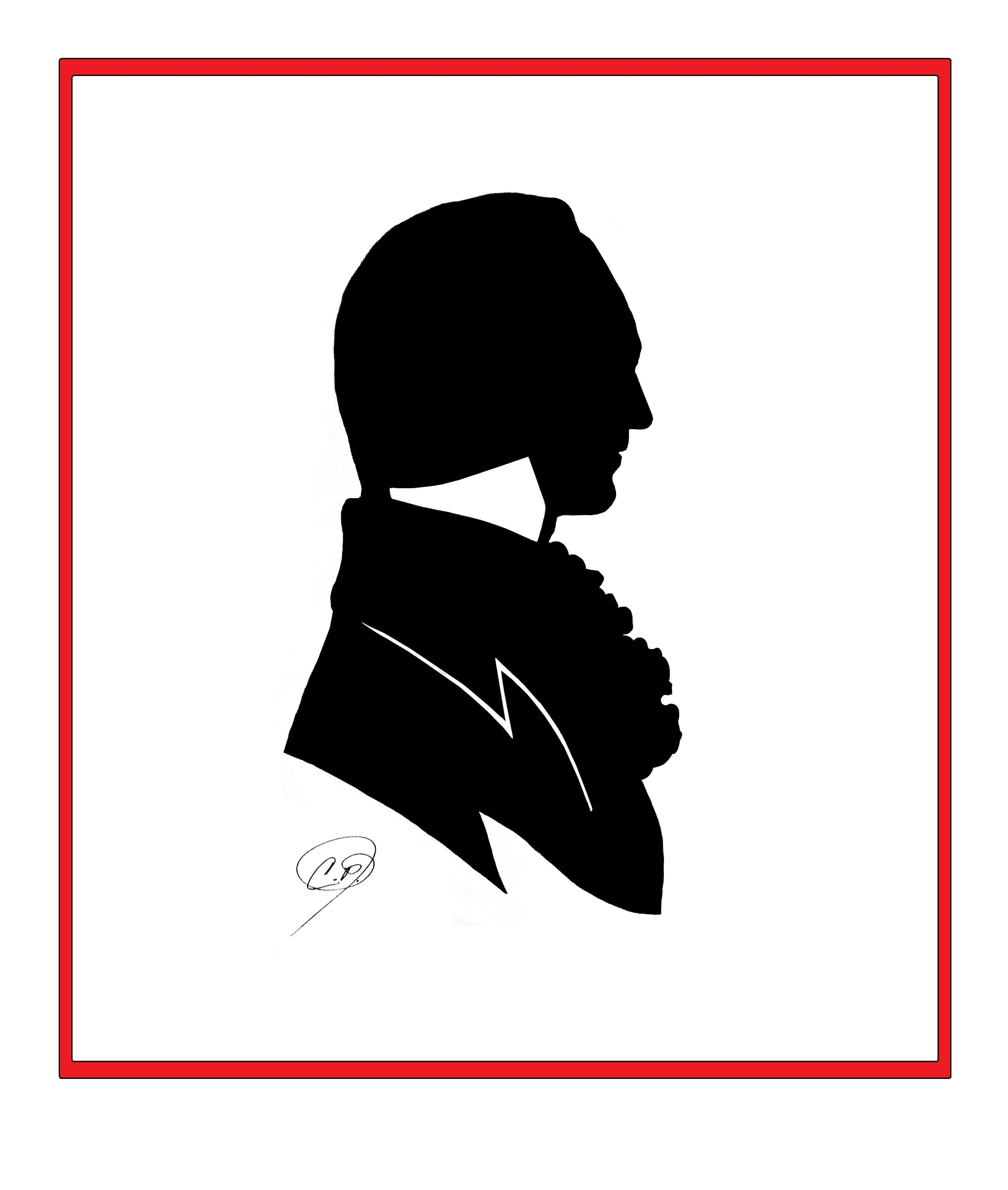
Il grande basso, Fillippo Galli, nel disegno "all´antica" di Carlos Fuentes y Espinosa, da un originale di Gioacchino Rossini.

Alla Scala debuttò con La vedova stravagante di Generali, nel ruolo di Polidoro, il 30 marzo del 1812, Stagione di Primavera. Risulta poi nella Cronologia del Teatro alla Scala (volume speciale edito nel 1977 in onore dei duecento anni di spettacoli) splendido interprete ne Il cicisbeo burlato di Orlandi, L'imprudente fortunato di Cimarosa, Le bestie in uomini di Mosca, La pietra del paragone di Rossini, Ser Marcantonio di Pavesi, Avviso al pubblico di Mosca, Il fuoruscito di Paër, Sargino ossia L'allievo dell'amore di Paër, Agatina o la virtù premiata di Pavesi, Così fan tutte di Mozart, L'Agnese di Paër, Il turco in Italia di Rossini, Don Giovanni di Mozart, nel ruolo del protagonista, Le due duchesse ossia La caccia dei lupi di Mayr, Le nozze di Figaro di Mozart, Ginevra degli Almieri di Farinelli, L'impostore di Generali, L'italiana in Algeri di Rossini, La donna selvaggia di Coccia, I begli usi di città di Coccia, L'imboscata di Weigl, I pretendenti delusi di G. Mosca, Il flauto magico di Mozart nel ruolo di Papageno, L'inganno felice di Rossini, La roccia di Frauenstein di Mayr, La Chiarina di Farinelli, La testa di bronzo o sia La capanna solitaria di Soliva, La famiglia svizzera di Weigl, Teresa e Claudio di Farinelli, Achille di Paër, Maometto di Winter, Rodrigo di Valenza di Generali, La gioventù di Cesare di Generali, La gazza ladra di Rossini, Le zingare dell'Asturia di Soliva, La Cenerentola di Rossini nel ruolo di Don Magnifico, Adele di Lusignano di Carafa, Il matrimonio segreto di Cimarosa, La principessa in campagna di Pucitta, I due Figaro o sia Il soggetto di una commedia di Carafa, e di molti altri titoli.
Cantò al King's Theatre di Londra a partire dal 1827. Dopo il 1840 la sua voce subì un declino, e accettò l'incarico di Maestro del Coro al Teatro di Lisbona e poi a Madrid; insegnò canto al Conservatoire de Paris dal 1842 al 1848. Visse in povertà dal 1848 fino alla sua morte.
Suo fratello Vincenzo (1798-1858) era anch'esso un basso, più specificatamente un basso buffo, e cantò per molti anni alla Scala di Milano, a Londra e a Vienna.
Citazione dal Dizionario biografico di Francesco Regli:

## Ruoli creati
- Batone ne L'inganno felice di Rossini (8 gennaio 1812, Venezia)
- Don Polidoro ne La vedova stravagante di Generali (30 marzo 1812, Milano)
- Pippetto Cicisbèo ne Il Cicisbèo burlato di Orlandi (2 maggio 1812, Milano)
- Il Conte Asdrubale ne La pietra del paragone di Rossini (26 settembre 1812, Milano)
- Mustafà ne L'italiana in Algeri di Rossini (22 maggio 1813, Venezia)
- Dandini in Agatina, ovvero la virtù premiata di Pavesi (10 aprile 1814, Milano)
- Selim ne Il turco in Italia di Rossini (14 agosto 1814, Milano)
- Il dottor Brobrò ne I begli usi di città di Coccia (11 ottobre 1815, Milano)
- Don Simpliciano ne L'imboscata di Weigl (8 novembre 1815, Milano)
- Duca d'Ordow in Torvaldo e Dorliska di Rossini (26 dicembre 1815, Roma)
- Adolfo ne La testa di bronzo di Soliva (3 settembre 1816, Milano)
- Zopiro in Maometto di Winter (28 gennaio 1817, Milano)
- Fernando Villabella ne La gazza ladra di Rossini (31 maggio 1817, Milano)
- Raimondo in Adele di Lusignano di Carafa (27 settembre 1817, Milano)
- Cherubino ne I due Figaro di Carafa (6 giugno 1820, Milano)
- Il ruolo del titolo in Maometto secondo di Rossini (3 dicembre 1820, Napoli)
- Assur in Semiramide di Rossini (3 febbraio 1823, Venezia)
- Ernesto ne Il sonnambulo di Carafa (13 novembre 1824, Milano)
- Il ruolo del titolo nel Pompeo in Siria, di Francesco Sampieri, alla Scala di Milano, il 4 aprile 1825 e durante la primavera, con Rosmunda Pisaroni e Marietta Sacchi[2].
- Enrico VIII in Anna Bolena di Donizetti (26 dicembre 1830, Milano)